# Ballana vapida
Ballana vapida är en insektsart som beskrevs av Ball 1910. Ballana vapida ingår i släktet Ballana och familjen dvärgstritar. Inga underarter finns listade i Catalogue of Life.